# Огорельцевы
Огорельцевы — опустевшая деревня в Слободском районе Кировской области в составе Денисовского сельского поселения.

## География
Находится на расстоянии примерно 4 км на север-северо-восток от районного центра города Слободской недалеко от правого берега Вятки.

## История
Была известна с 1762 года как деревня Лукьяновская с населением 39 человек. В 1873 году учтено здесь (деревня Лукьяновская или Огорельцевы)  было  дворов 6 и жителей 51, в 1905 15 и 79, в 1926 20 и 84, в 1950 12 и 45, в 1989 оставалось 2 постоянных жителя. Нынешнее название окончательно утвердилось с 1950 года. 

## Население
Постоянное население не было учтено как в 2002 году, так и в 2010.